# 4713 Стіл
4713 Стіл (4713 Steel) — астероїд головного поясу. Відкритий Робертом Макнотом 26 серпня 1989 року. Названий на честь Дункана Стіла — англо-австралійського астронома, який досліджував походження та еволюцію астероїдів, комет і метеоритів.
Тіссеранів параметр щодо Юпітера — 3,821.